# Oldeneel
Oldeneel is een gehucht in Zwolle, in de Nederlandse provincie Overijssel.

## Beschrijving
Oldeneel ligt door de uitbreiding van Zwolle in de jaren 80 van de 20e eeuw inmiddels in de buurt Schelle-Zuid en Oldeneel van de wijk (met CBS wijknummer 50) Schelle in stadsdeel Zwolle-Zuid. De naburige buurten Oldenelerlanden-Oost, Oldenelerlanden-West en Oldenelerbroek zijn alle genoemd naar Oldeneel.
In Oldeneel liggen verschillende natuurgebiedjes langs de IJssel, zowel binnen- als buitendijks.
De plaats ligt op een rivierduin dat is gevormd in het Preboreaal, een etage van het Holoceen.
Stad: Zwolle  
Dorp: Windesheim

Buurtschappen: Berkum · Brinkhoek · Bruggenhoek · Frankhuis · Haerst · Harculo · Herfte · Hoog Zuthem · Katerveer · Langenholte · De Lichtmis (deels) · Oldeneel · Schelle · Spoolde · Veldhoek · Westenholte · Wijthmen · Zalné

Voormalige gemeenten: Zwollerkerspel · Nieuwleusen (deels)

Overijssel · Steden en dorpen in Overijssel      Nederland · Provincies · Gemeenten